# Гадчироли
Гадчироли (англ. Gadchiroli) — город на востоке индийского штата Махараштра. Административный центр округа Гадчироли. Средняя высота над уровнем моря — 217 метров. По данным всеиндийской переписи 2001 года, в городе проживало 42 464 человека, из которых мужчины составляли 51 %, женщины — соответственно 49 %. Уровень грамотности взрослого населения составлял 74 % (при общеиндийском показателе 59,5 %). 13 % населения было моложе 6 лет.